# 兆翠苑
兆翠苑（英語：Siu Tsui Court）是香港房屋委員會的居者有其屋計劃屋苑之一。
屋苑總體由房屋署總建築師（6）設計，並由煥利建築承建，管理公司為雅居物業管理有限公司，於2025年3月完工， 並於2025年5月正式交付入伙。

## 屋苑資料

### 樓宇
屋苑共設兩座，提供518伙。面積介乎281至518平方呎。
| 樓宇名稱（座號） | 樓宇類型                   | 落成年份 | 樓宇層數 （住宅層數） | 每層伙數 | 每座單位總數（伙） | 建築師              | 承建商           | 提供升降機的廠商 |
| ---------------- | -------------------------- | -------- | --------------------- | -------- | ------------------ | ------------------- | ---------------- | ---------------- |
| 兆映閣（A座）    | 非標準設計大廈（其他類型） | 2025年   | 31 （29）             | 8        | 232                | 房屋署總建築師（6） | 煥利建築有限公司 | 三菱電機         |
| 兆晴閣（B座）    | 非標準設計大廈（Y型）      | 2025年   | 27 （22）             | 13       | 286                | 房屋署總建築師（6） | 煥利建築有限公司 | 三菱電機         |

此屋苑已列入「居屋2023」出售 ，於2023年7月31日至8月14日接受申請，同年年尾進行攪珠，並於2024年1月31日起進行揀樓。

## 興建期間圖片庫

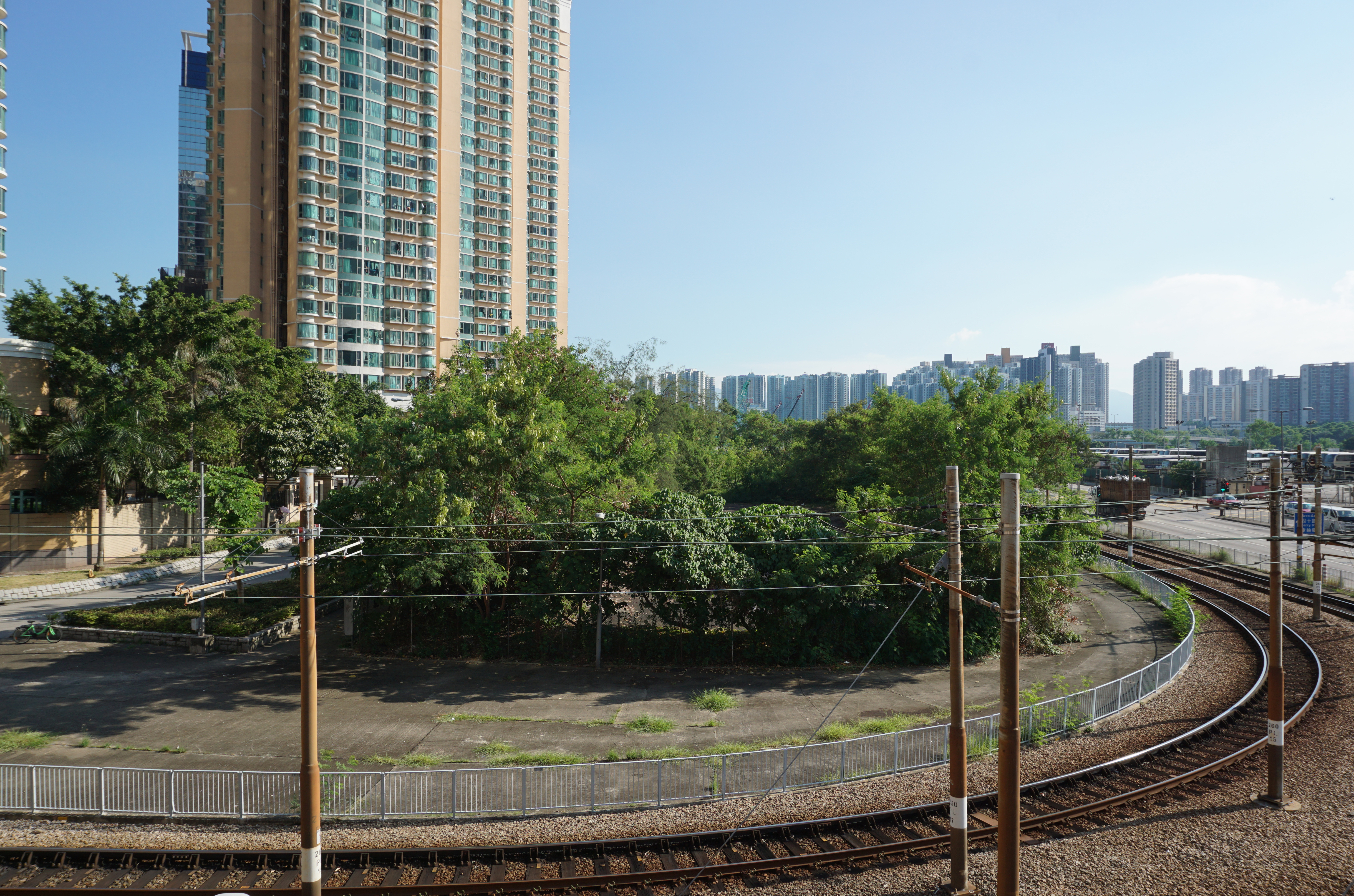
2017年9月
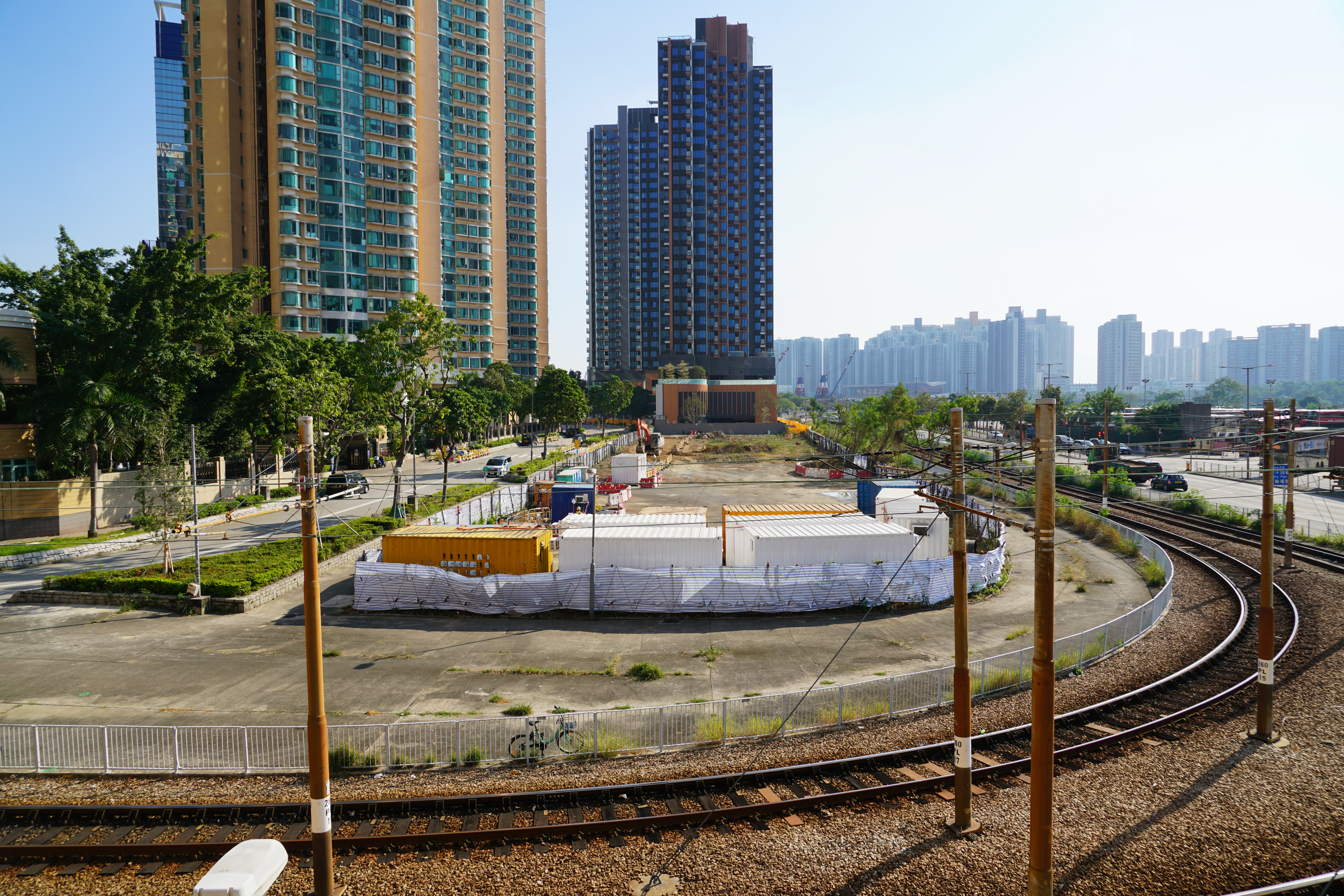
2020年11月
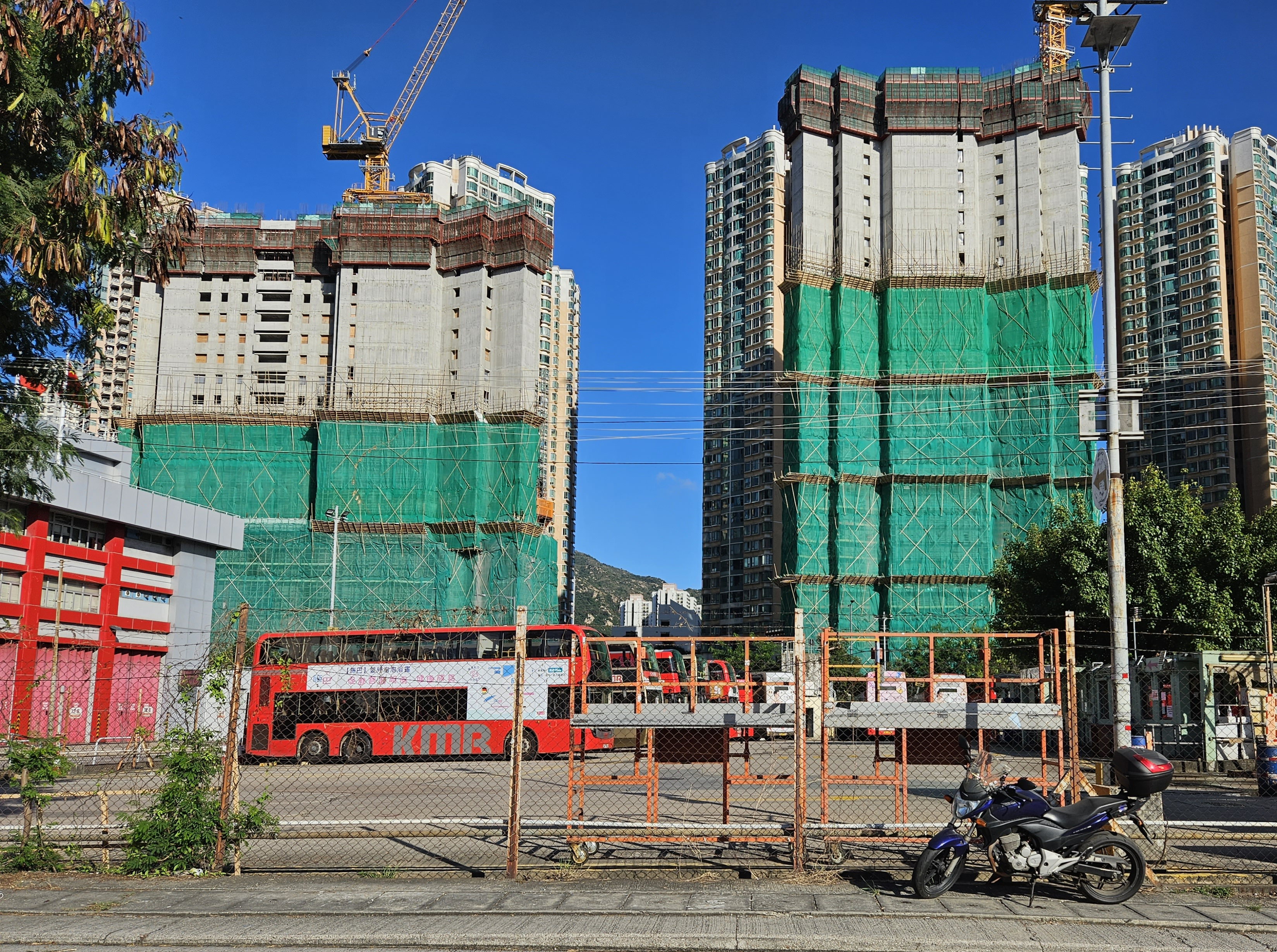
九巴屯門南車廠望向興建中之兆翠苑（2023年11月）
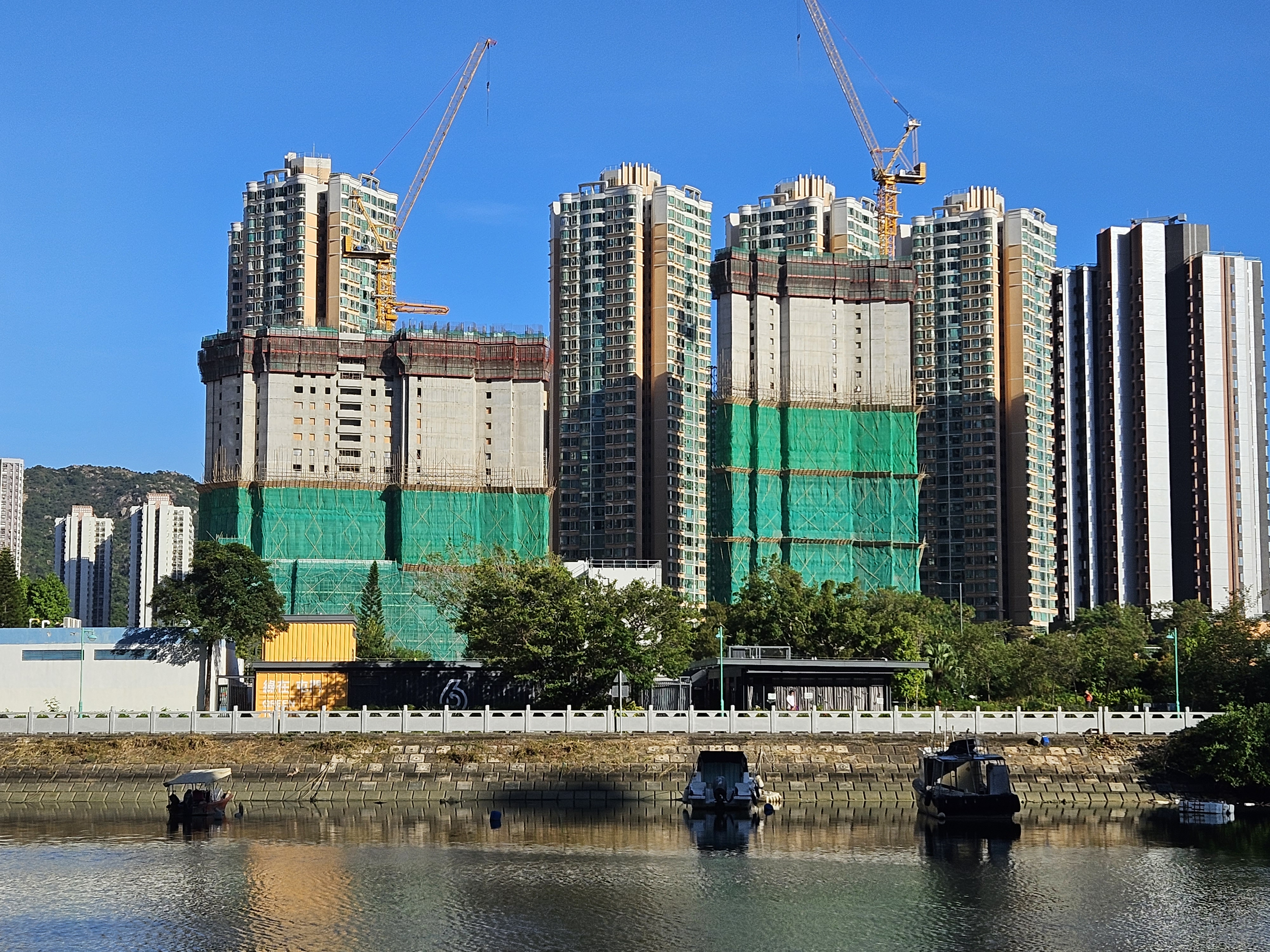
龍門居望向興建中之兆翠苑（2023年11月）
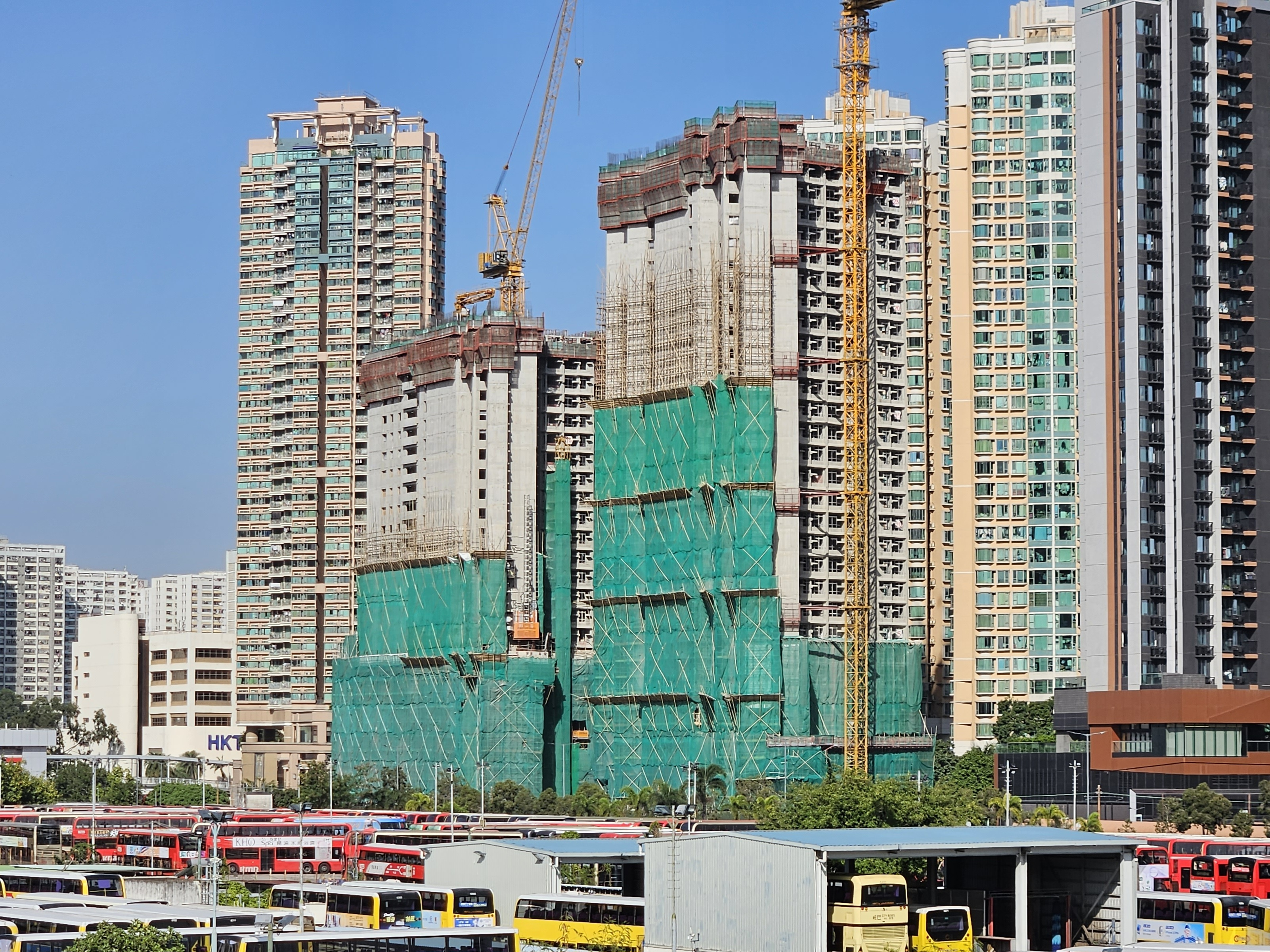
海皇路望向興建中之兆翠苑（2023年11月）
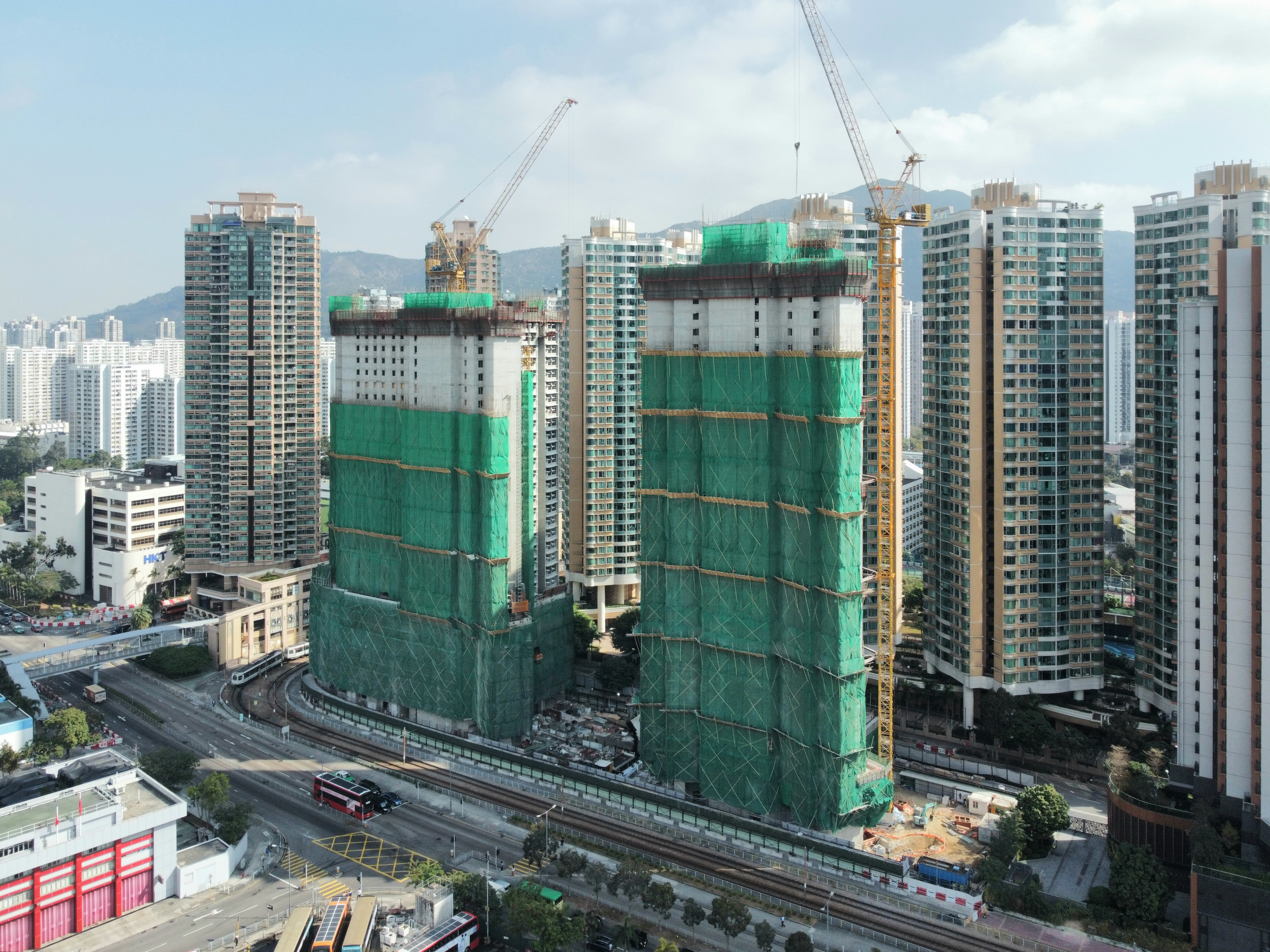
即將封頂（2024年1月）
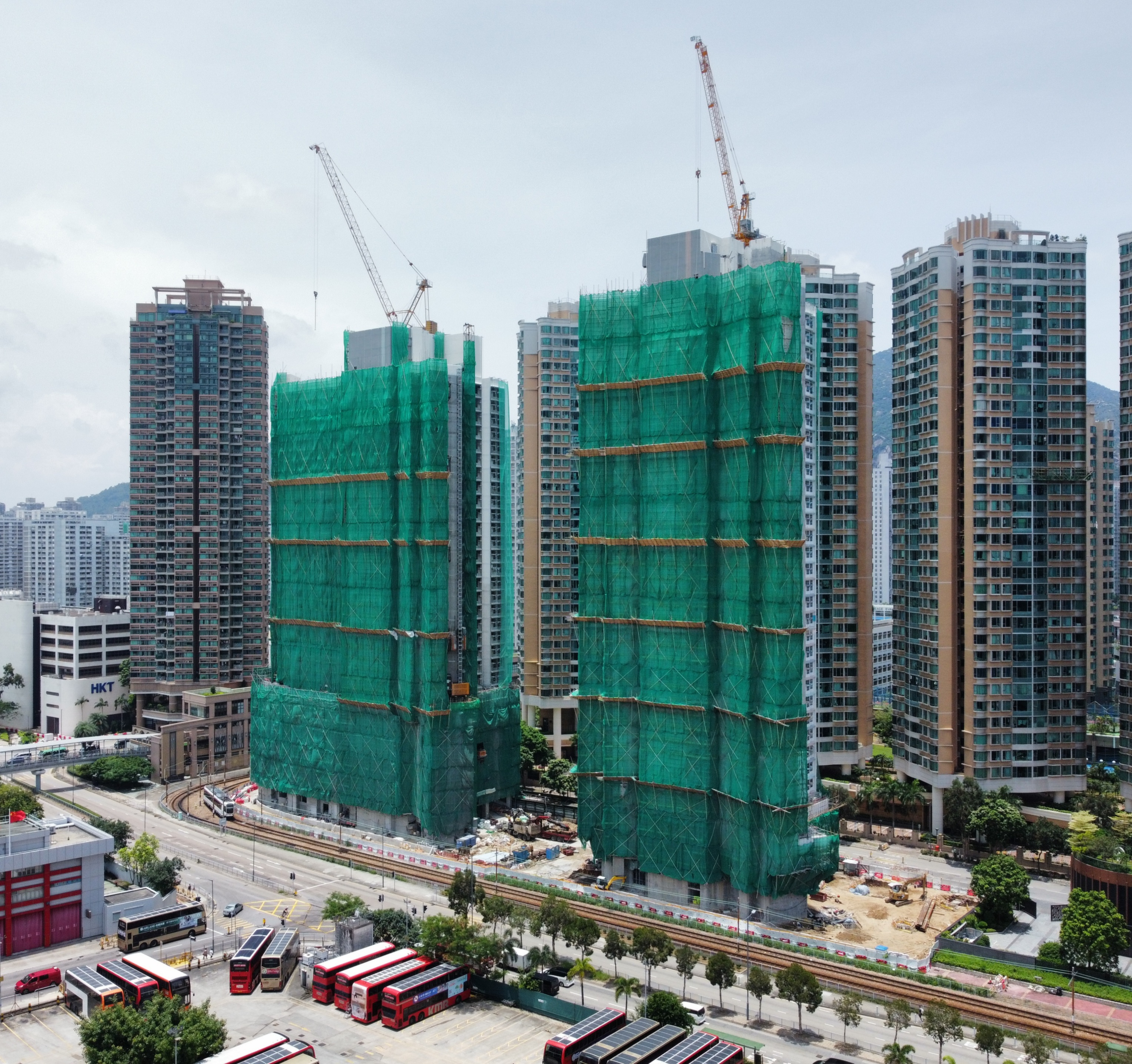
已封頂（2024年6月）
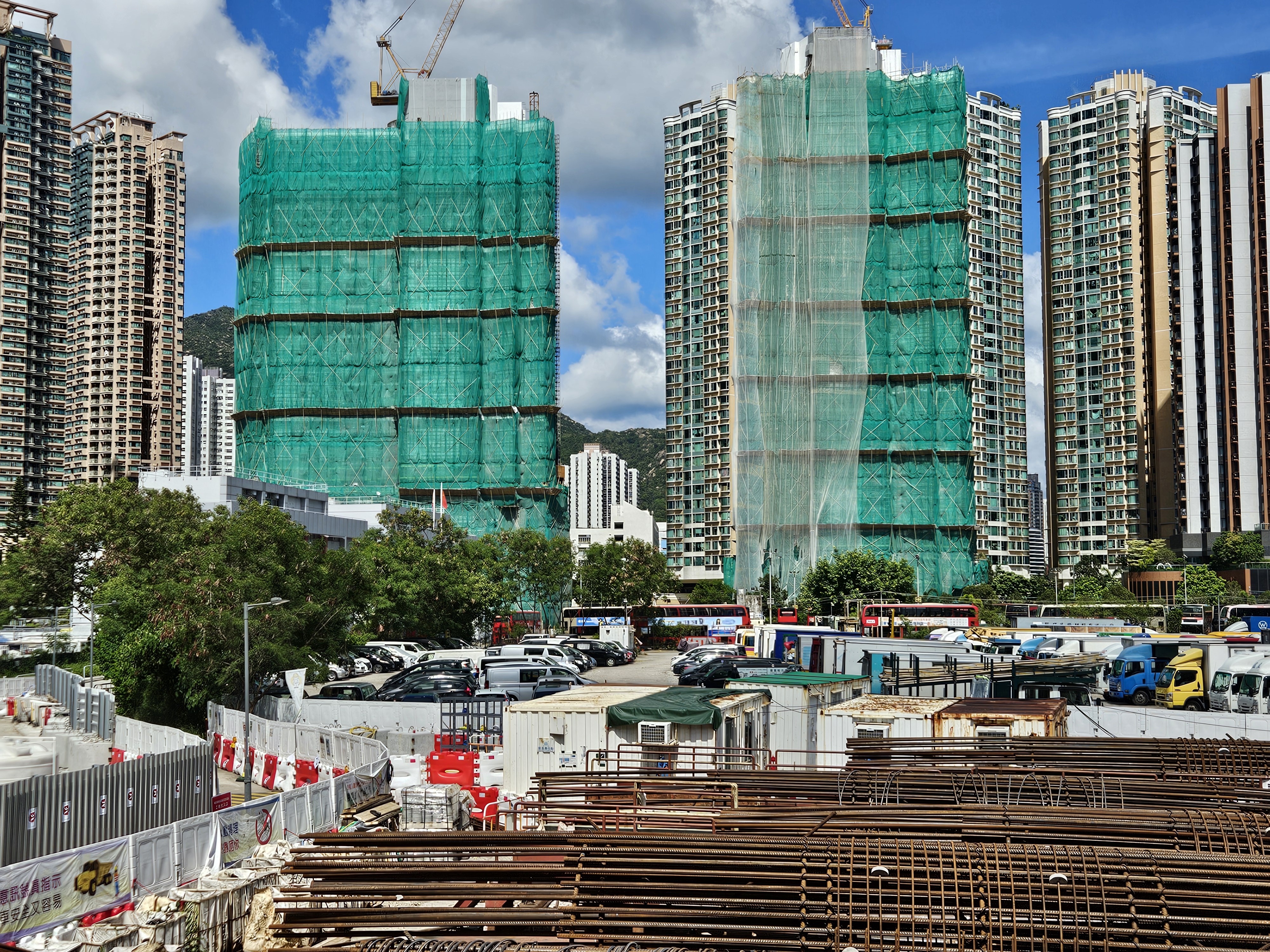
2024年7月
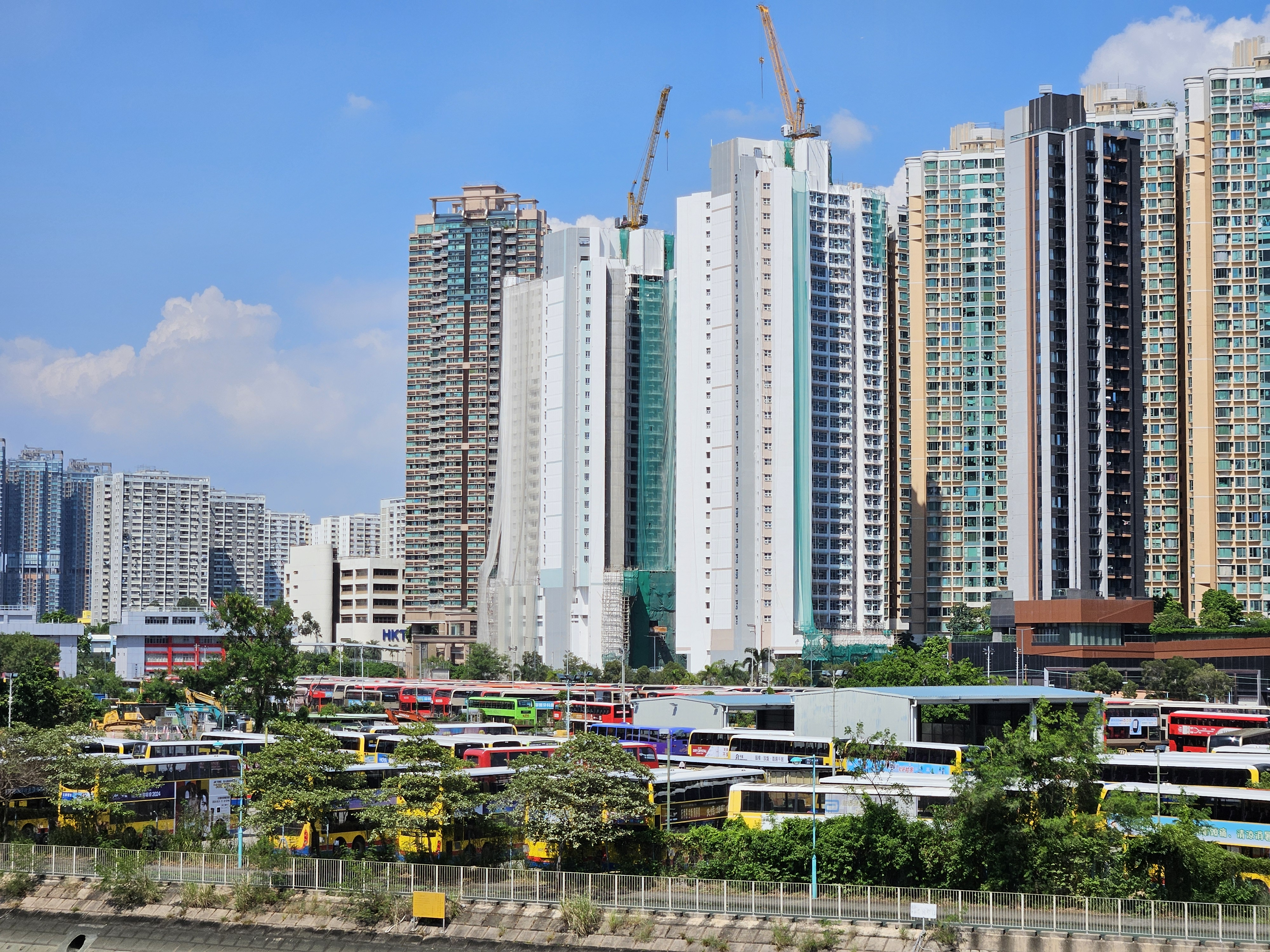
2024年9月
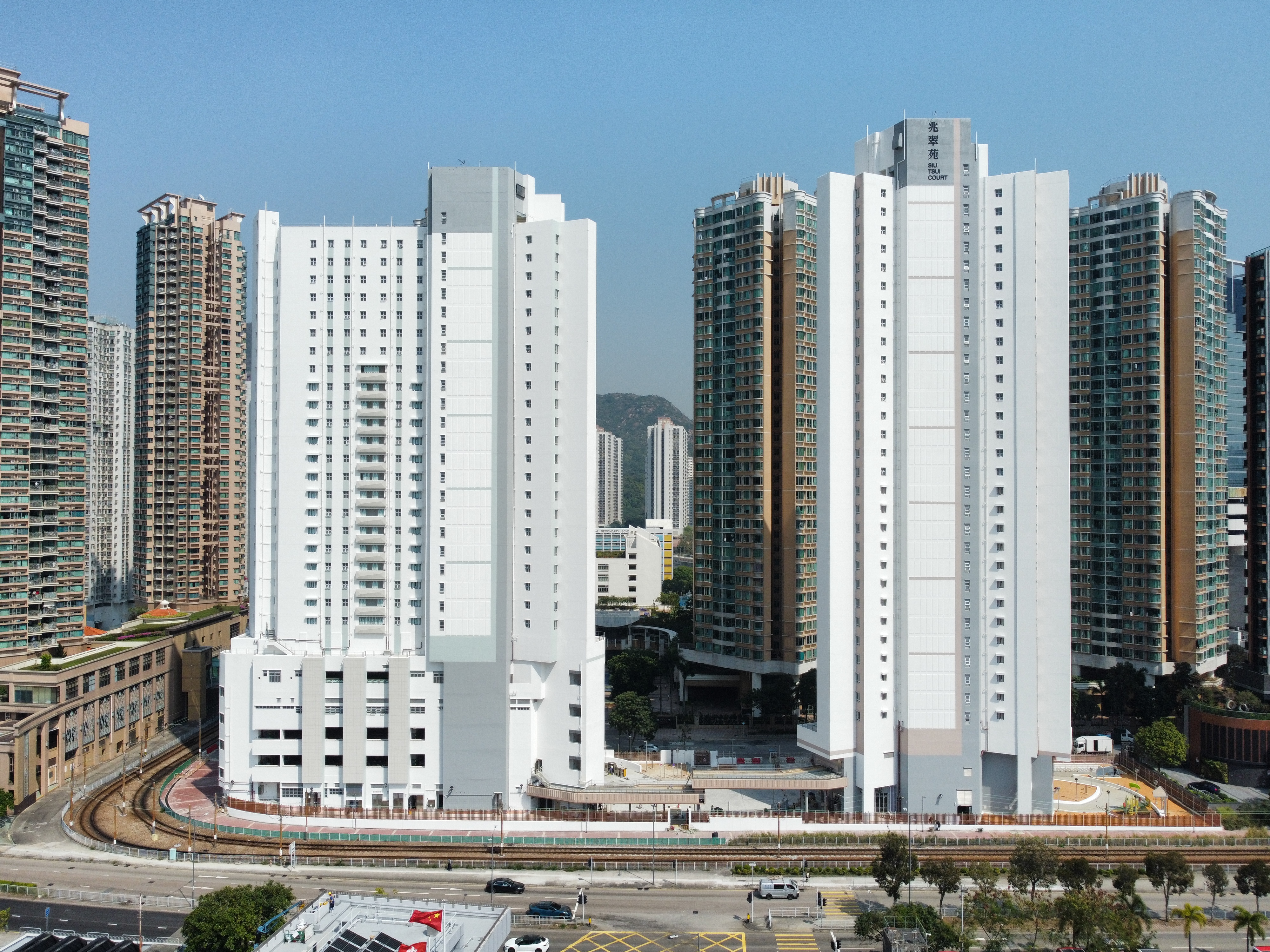
剛完工（2025年3月）